# Alcidion apicalis
Alcidion apicalis är en skalbaggsart som först beskrevs av Bates 1864.  Alcidion apicalis ingår i släktet Alcidion och familjen långhorningar. Inga underarter finns listade i Catalogue of Life.